# کنینگ (یکا)
کنینگ (به انگلیسی: Kenning) نام یک یکای منسوخ شده در واحدهای اندازه‌گیری سلطنتی بود که به منظور اندازه‌گیری خشکبار مورد استفاده قرار می‌گرفت. این یکا بیانگر جرمی به اندازه تقریباً نصف بوشل بوده است.